# Have You in My Wilderness
Have You in My Wilderness je čtvrté studiové album americké zpěvačky Julie Holter. Vydáno bylo v září roku 2015 společností Domino Records a spolu se zpěvačkou jej produkoval Cole M. Greif-Neill. Album se umístilo na třetí příčce hitparády Top Heatseekers. Před vydáním alba byly vydány dva singly, „Feel You“ a „Sea Calls Me Home“.

## Seznam skladeb
Autorkou všech skladeb je Julia Holter.
1. Feel You – 4:08
2. Silhouette – 3:53
3. How Long? – 3:58
4. Lucette Stranded on the Island – 6:46
5. Sea Calls Me Home – 3:07
6. Night Song – 4:12
7. Everytime Boots – 3:28
8. Betsy on the Roof – 6:15
9. Vasquez – 6:37
10. Have You in My Wilderness – 3:36

## Obsazení
- Julia Holter – zpěv, klávesy
- Corey Fogel – perkuse
- Kenny Gilmore – perkuse
- Devin Hoff – baskytara
- Danny Meyer – saxofon, klarinet
- Chris Speed – saxofon
- Andrew Tholl – housle
- Christopher Votek – violoncello